# Mesodapedon
Mesodapedon is een geslacht van uitgestorven hyperodapedontide Rhynchosauria uit afzettingen uit het Midden-Trias (Anisien) van India. 
Het is bekend van het holotype ISIR-300, een linkeronderkaak gevonden bij Darapur en van de paratypen, ISIR-301 en ISIR-302, twee rechterbovenkaaksbeenderen uit de Yerrapalliformatie. Het werd benoemd door Sankar Chatterjee in 1980 en de typesoort is Mesodapedon kuttyi. De geslachtsnaam betekent 'middelste vlak oppervlak'. De soortaanduiding eert Tharavat S. Kutty. 
Het is zeer nauw verwant aan de Tanzaniaanse Stenaulorhynchus en werd zelfs als synoniem beschouwd.